# The Dark Angel
 The Dark Angel és una pel·lícula estatunidenca dirigida per Sidney Franklin, estrenada el 1935.

## Argument
Kitty Vane, Alan Trent i Gerald Shannon han estat amics inseparables des d'infantesa. Kitty sempre ha sabut que es casarà amb un d'ells, però ha esperat fins al començament de la Primera Guerra Mundial abans de finalment escollir Alan; però aquest queda cec a les trinxeres durant una batalla.

## Repartiment
- Fredric March: Alan Trent
- Merle Oberon: Kitty Vane
- Herbert Marshall: Gerald Shannon
- Janet Beecher: Mrs. Shannon
- John Halliday: Sir George Barton
- Claud Allister: Lawrence Bidley
- Frieda Inescort: Ann West

## Premis i nominacions

### Premis
- Oscar a la millor direcció artística 1936 per Richard Day

### Nominacions
- Oscar a la millor actriu per Merle Oberon
- Oscar al millor so per Thomas T. Moulton